# Les Indiens sont encore loin
Pour plus de détails, voir Fiche technique et Distribution.
Les Indiens sont encore loin est un film franco-suisse réalisé par Patricia Moraz, sorti en 1977. La musique du film a été écrite, jouée et produite par son frère, le claviériste Patrick Moraz, anciennement des groupes Yes et Moody Blues.

## Fiche technique
- Titre original français : Les Indiens sont encore loin[1]
- Titre allemand : Die Indianer sind noch fern
- Réalisation : Patricia Moraz
- Scénario : Patricia Moraz
- Musique : Patrick Moraz
- Photographie : Renato Berta
- Son : Antoine Bonfanti et Luc Yersin
- Décors : Rolf Knutti et Jacques Magnien
- Montage : Thierry Derocles
- Société de production : Institut National de l'Audiovisuel, Les Films 2001, Filmkollektiv Zürich AG, Société Suisse de Radiodiffusion et Télévision et Cactus Film
- Société de distribution : Pari Films (France)
- Pays :  Suisse et  France
- Genre : drame psychologique
- Durée : 95 minutes
- Dates de sortie : 
  - Suisse : 1977
  - France : 5 octobre 1977

## Distribution
- Isabelle Huppert : Jenny Kern
- Christine Pascal : Lise
- Mathieu Carrière : Matthias
- Chilpéric de Boiscuillé : Guillaume
- Nicole Garcia : Anna
- Anton Diffring : Le professeur d'allemand
- Bernard Arczynski : Charles Dé (as Bernard Arczinsky)
- Jacques Adout : Le concierge du lycée (as Jacques Addou)
- Connie Grimsdale : La grand-mère
- Marina Bucher : Marianne
- Emmanuelle Ramu : Pascale
- Guillaume Rossier : Le garçon brun
- Catherine Cuenod : La prof de gym
- Claudia Togni : La serveuse
- René Herter : Le garçon du buffet
- Aymé Moret : L'Indien
- Daniel Aeberli : Le jeune homme ivre
- Francine Perrin : La droguée
- Fernand Addor : L'homme au billard
- Michel Thevoz : Le psychiatre
- René Moraz : M. Biazzi (uncredited)
- Hermance Nicole : Mme Biazzi (uncredited)